# Hypanthidioides arenaria
Hypanthidioides arenaria là một loài Hymenoptera trong họ Megachilidae. Loài này được Ducke mô tả khoa học năm 1907.